# LAM/MPI
LAM/MPI LAM/MPI — один из предшественников проекта Open MPI . Open MPI представляет собой созданную сообществом передовую реализацию MPI, которая в основе своей разработана на компонентной архитектуре, что делает её чрезвычайно мощной платформой для высокопроизводительных вычислений. Проект LAM/MPI был официально закрыт в марте 2015 года. 
LAM (Local Area Multicomputer) — это среда программирования MPI и система разработки для гетерогенных компьютеров в сети. С помощью LAM/MPI выделенный компьютерный кластер или существующая сетевая вычислительная инфраструктура может действовать как единый ресурс параллельных вычислений. LAM/MPI считается «дружественным к кластеру», поскольку он предлагает запуск и управление процессами на основе демона, а также быстрые протоколы передачи сообщений от клиента к клиенту. LAM/MPI может использовать  TCP/IP, разделяемую память, Myrinet (GM) или InfiniBand (mVAPI) для передачи сообщений.
LAM обеспечивает полное внедрение стандарта MPI-1 и значительную часть MPI-2. Приложения, соответствующие стандарту, могут быть переносить на уровне исходного кода между LAM/MPI и любой другой реализацией MPI. Помимо высококачественного реализации стандарта MPI, LAM/MPI предоставляет обширные возможности мониторинга для облегчения процесса отладки. Мониторинг осуществляется на двух уровнях. Во-первых, LAM/MPI обладает механизмами, позволяющими в любой момент исполнения приложения делать снимки состояния процессов и обмена сообщениями. Такой снимок включает все аспекты синхронизации, а также карты и сигнатуры типов данных, состав групп коммуникаторов и содержание сообщений (см. приложение XMPI на основном сайте LAM). На втором уровне библиотека MPI оснащена инструментальными средствами для создания кумулятивного журнала коммуникаций, который может быть визуализирован как во время выполнения программы, так и после ее завершения.